# Ulrike Helwerth

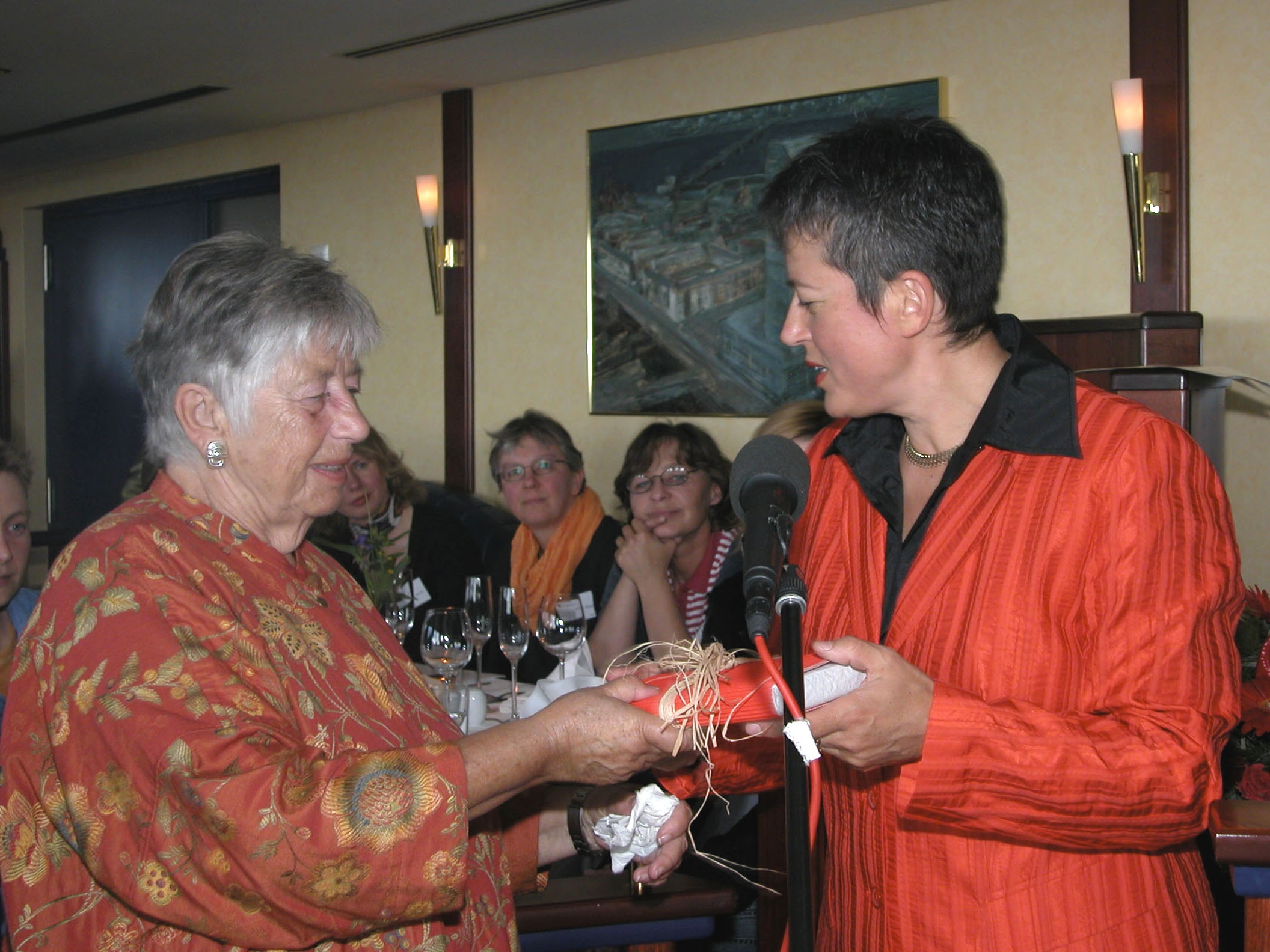
Ulrike Helwerth (re.), 2004 in Frankfurt (Oder) mit der Hedwig-Dohm-Preisträgerin Susanne von Paczensky (li.)

Ulrike Helwerth (geboren 4. Januar 1955 in Mannheim) ist eine deutsche Soziologin, Journalistin und Feministin. Von 1999 bis 2005 war sie Vorsitzende des Journalistinnenbundes. Fast 20 Jahre lang verantwortete sie die Presse- und Öffentlichkeitsarbeit des Deutschen Frauenrats, dem bundesweiten Zusammenschluss von mehr als 60 aktiven Frauenorganisationen.

## Beruf und Wirken
Ulrike Helwerth wuchs in Stuttgart auf. Nach dem Abitur absolvierte sie von 1975 bis 1978 bei Porsche in Stuttgart als erste Frau eine Ausbildung zur Werkzeugmacherin. Im Anschluss blieb sie zunächst bei dem Unternehmen, kündigte aber bereits 1979 ihren Arbeitsvertrag und reiste 15 Monate durch den amerikanischen Kontinent, davon 9 Monate durch Mittel- und Südamerika.
Ab 1980 studierte sie an der FU Berlin Soziologie, Schwerpunkt Entwicklungssoziologie, mit den Nebenfächern Politik, Psychologie und Lateinamerikanistik und schloss 1985 mit einem Diplom ab. 1985 startete sie ihr journalistisches Berufsleben bei der Tageszeitung (taz), anfangs als Korrespondentin für Baden-Württemberg. Parallel dazu absolvierte sie ein Aufbaustudium in Kommunikationswissenschaften und Journalistik an der Universität Hohenheim.
1987 kehrte sie in die taz-Redaktion nach Berlin zurück. Mit ihren Schwerpunkten Frauenpolitik und Feminismus war Helwerth für verschiedene Ressorts tätig. Unter anderem  beschäftigte sie sich auch inhaltlich mit der Frauenbewegung der DDR, zu der sie seit 1988 Kontakte in Frauen- und Lesbengruppen hatte. 1992 verließ Ulrike Helwerth die Redaktion der taz und arbeitete als freie Journalistin und Autorin für Printmedien, Hörfunk und Buchverlage. Sie arbeitete unter anderem für das frauenpolitische Hörfunkmagazin Zeitpunkte vom SFB und für Thema Heute vom WDR.
Ulrike Helwerth war von 1992 bis 1994 Stipendiatin des Förderprogramms Frauenforschung der Berliner Senatsverwaltung für Arbeit und Frauen, was sie für die intensive Recherche und Forschung über die Frauenbewegung der DDR nutzte. Daraus entstand in Zusammenarbeit mit der ostdeutschen Journalistin Gislinde Schwarz eine Studie auf Basis von 30 Interviews mit Frauen aller Altersgruppen und sozialen Schichten, die 1995 unter dem Titel Von Muttis und Emanzen. Feministinnen in Ost- und Westdeutschland erschien. Die Autorinnen stellten „beträchtliche Differenzen innerhalb des deutsch-deutschen Feminismus“ fest, so Barbara Holland-Cunz. Die Genderforscherin Monika Schröttle beschrieb die Studie als „äußerst fruchtbares und gelungenes Ost-West-Projekt“, in der „die jeweiligen Identitäten herausgearbeitet und Klischeevorstellungen abgebaut wurden“.
Ab 2001 arbeitete sie beim Deutschen Frauenrat als Referentin für Presse- und Öffentlichkeitsarbeit. Sie verantwortete unter anderem das frauenpolitische Magazin FrauenRat: Informationen für die Frau und war Herausgeberin zahlreicher Buchveröffentlichungen des Frauenrats. Von 2015 bis 2020 übernahm sie zusätzlich als Referentin den Bereich internationale Gleichstellungspolitik. Sie vertrat in dieser Funktion den Deutschen Frauenrat in der European Women’s Lobby und arbeitete zu Europa-, Integrations- und Migrationspolitik. In dieser Funktion nahm sie an den jährlichen Sitzungen der UN-Frauenrechtskommission (CSW) in New York teil.

## Auszeichnungen und Ehrungen
2021 erhielt Ulrike Helwerth die Hedwig-Dohm-Urkunde des Journalistinnenbundes für ihr langjähriges Engagement für Frauenrechte und Feminismus als Frauenredakteurin, Verantwortliche für Presse- und Öffentlichkeitsarbeit des Deutschen Frauenrates und nicht zuletzt Vorsitzende des Journalistinnenbundes.

## Ehrenämter und Mitgliedschaften
Ulrike Helwerth ist langjähriges Mitglied des Journalistinnenbundes. Von 1999 bis 2005 war sie dessen Vorsitzende. In dieser Zeit wurde das Mentoringprogramm von Medienfrauen für Medienfrauen des Journalistinnenbundes initiiert.
Ulrike Helwerth gehört zu den frühen Mitgliedsfrauen der Überparteilichen Fraueninitiative Berlin – Stadt der Frauen.
Zwischen 2014 und 2017 engagierte sie sich als ehrenamtliche Sprachhelferin für geflüchtete Frauen in verschiedenen Aufnahmeheimen in Berlin.

## Publikationen
- „Wir sind die Ameisen der Bewegung.“ Frauen in Lateinamerika, mit Rose Gauger. Schwarzwurzel-Verlag, Reutlingen 1982, ISBN 978-3-922473-07-7.
- (Hrsg.): FrauenStreikTag 8. März '94: Reflexionen/Impressionen. Unabhängiger Frauenverband, Berlin 1995.
- Von Muttis und Emanzen. Feministinnen in Ost- und Westdeutschland, mit Gislinde Schwarz. Fischer Taschenbuch Verlag, Frankfurt am Main 1995, ISBN 978-3-596-12595-1.[11][12]
- Kann man in Hoyerswerda küssen? Die Schriftstellerin Brigitte Reimann (1933–1973). In: Franziska Becker, Ina Merkel, Simone Tippach-Schneider (Hrsg.): Das Kollektiv bin ich. Utopie und Alltag in der DDR. (Begleitband zur gleichnamigen Ausstellung), Böhlau Verlag, Köln, Weimar, Wien 2000, ISBN 3-412-13900-9, S. 26–55
- „Sie war mir nah wie eine große Schwester.“ Ulrike Marie Meinhof und die Frauen. Werkstattbericht über ein Hörfunk-Feature. In: Friederike Herrmann, Margreth Lünenborg (Hrsg.): Tabubruch als Programm. VS Verlag für Sozialwissenschaften, Wiesbaden 2001, ISBN 978-3-8100-2920-1,  S. 77–86 (Preview. Das Hörfunk-Feature von Ulrike Helwerth wurde im Saarländischer Rundfunk 2, am 5. Mai 1996 gesendet.)